# Кузьминовка (Куртамиський округ)
Кузьми́новка (рос. Кузьминовка) — присілок у складі Куртамиського округу Курганської області, Росія.
Населення — 49 осіб (2010, 135 у 2002).
Національний склад станом на 2002 рік:
- росіяни — 92 %